# Sataspes
Sataspes (en grec antic: Σατάσπης) va ser un noble persa de la família aquemènida, fill de Teaspes.
Per un acte de violència contra la filla de Zopir fill de Megabizos, Xerxes I de Pèrsia el va condemnar a ser empalat, però a petició de la seva mare, que era tia del rei, va ser perdonat amb la condició de navegar a l'entorn d'Àfrica.
Va sortir d'Egipte, va passar per l'estret de Gibraltar i va avançar al sud, però finalment va retornar descoratjat pels vents adversos i pels corrents contraris. Xerxes no va acceptar les seves excuses i el va fer empalar. Ho explica Heròdot.